# Glândula apócrina
 Glândula apócrina é um tipo de glândula exócrina. Glândulas apócrinas são compostas de uma parte secrecional espiralada localizada na junção da derme e da gordura subcutânea, a partir da qual uma parte reta insere e secreta na parte infundibular do folículo capilar . Elas podem ser encontradas em regiões como as axilas e a aréola da mama.
O mecanismo de secreção desse tipo de glândula apresenta uma pequena perda de citoplasma .